# اعظم ویسمه
اعظم ویسمه روزنامه‌نگار ایرانی است که با روزنامه‌ها و خبرگزاری‌های مختلفی همکاری کرده‌است.

## زندگی‌نامه
ویسمه خبرنگار پارلمانی روزنامه‌های شرق، کارگزاران، اعتماد ملی، اعتماد، هم‌میهن و هفته‌نامه شهروند امروز بود. از او گزارش‌ها و گفتگوهای متعددی با نمایندگان مجلس شورای اسلامی در این رسانه‌ها منتشر شده‌است.
او همچنین مدتی خبرنگار پارلمانی خبرگزاری ایلنا و پارلمان‌نیوز نیز بوده‌است. وی با خبرگزاری‌های کلمه سبز نیز همکاری داشت. ویسمه با پایگاه اطلاع‌رسانی فراکسیون خط امام مجلس ایران که تنها فراکسیون اصلاح طلب مجلس به‌شمار می‌رود، همکاری داشته‌است. او عضو هیأت مدیره‌ی انجمن سراسری روزنامه‌نگاران بود که پس از ثبت نام در انتخابات هیئت مدیره در سال بعد، رد صلاحتی شد و در پی آن در دیماه سال ۱۴۰۰ از عضویت در هیئت مدیره این انجمن استعفا داد. در متن بیانیه او و همکارانش، دلیل استعفا، وجود «رویه‌های خلاف اساس‌نامه و آیین‌نامه‌های داخلی انجمن»، «عدم شفافیت»، «پنهان کردن اسناد و مدارک» و «رد صلاحیت رییس هیات‌مدیره» در ساختار این انجمن عنوان شده است. این رد صلاحیت سبب شد تا ۱۷۰ نفر از روزنامه‌نگاران و خبرنگاران ایرانی، به دخالت نهادهای غیرصنفی و امنیتی در امور روزنامه‌نگاران معترض شده و بیانیه‌ای صادر کنند. ویسمه هم اکنون در روزنامه شرق مشغول به فعالیت است.

### بازداشت در خرداد ۱۳۸۹
ویسمه در آخرین ساعات روز دوشنبه دهم خرداد ۱۳۸۹ توسط مأموران وزارت اطلاعات ایران بازداشت شد. او با حکم دادستانی در منزل خود بازداشت و به زندان اوین منتقل شد. رسانه‌های مخالف جمهوری اسلامی ایران،‌ دلیل بازداشت وی را به نخستین سالگرد انتخابات ریاست جمهوری نسبت دادند. او در دادگاه به اتهام تبلیغ علیه نظام، حضور در راهپیمایی روز عاشورای سال ۱۳۸۸ و همکاری با سایت کلمه، در دادگاه بدوی به ۱ سال حبس تعزیری و در دادگاه تجدیدنظر به ۲ سال حبس تعلیقی محکوم شد. او قبل از این هم ممنوع الخروج از کشور و ممنوع الورود به مجلس شورای اسلامی شده بود. او در تاریخ ۳۰ تیر ۱۳۸۹ (۵۲ روز بعد از دستگیری) با قرار وثیقه ۷۰ میلیون تومانی از زندان آزاد شد.

## جوایز
اعظم ویسمه موفق شده است تا در چندین دوره، جایزه خبرنگار نمونه پارلمان را کسب نماید.

## مطالعه بیشتر
- نقض حقوق روزنامه‌نگاران و خبرنگاران در جمهوری اسلامی ایران